# モノノケダンス
「モノノケダンス」は、電気グルーヴの13枚目のシングル。2008年（平成20年）2月14日にリリースされた。

## 概要
楽曲「モノノケダンス」は、フジテレビ系の深夜アニメ放送枠『ノイタミナ』で2008年1月11日から3月21日まで放送された水木しげる原作のテレビアニメ『墓場鬼太郎』のオープニング主題歌に使用された。
2004年（平成16年）にリリースした前作「Cafe de 鬼（顔と科学）」のプロモーション・ビデオを作る際、様々な漫画やアニメのパロディをやることになってそれぞれの著作権者から使用許可を取ったが、そのなかでテレビアニメ『ゲゲゲの鬼太郎』の鬼太郎と目玉おやじの使用許諾も得ていた。この縁が呼び水となり、「Cafe de 鬼（顔と科学）」のリリース後に水木側から企画中の新作アニメ『墓場鬼太郎』の主題歌の製作依頼が来た。ところが、『アニメディア 2008年3月号』誌上でピエール瀧が語ったところによると、「自分たちにオープニングの依頼なんてあるわけがないからエンディング主題歌のほうに違いない」と勝手に思い込み、アニメ本編が終わった後に嫌な余韻を残すことを狙って曲作りをしたとのことである。しかし実際に使われたのはオープニングのほうであり、そのことを後になって知らされ、ファンよりも本人たちがその意外性に驚いたというのが本当のところらしい。
トラックメイクに関しては、石野が高校時代に初めて購入したシンセサイザー「ROLAND SH-2」が全面的にフィーチャーされている。
なお、音源に関してはシングル・バージョン、テレビアニメで使用されたテレビサイズ・バージョン、そしてPVバージョン（『電気グルーヴのゴールデンヒッツ〜Due To Contract』に収録）の異なるエディットが存在し、また、リアレンジされたアルバム・バージョン（『J-POP』に収録）、Sugiurumnによるリミックス・バージョン（『20』初回限定盤に収録）も存在する。
カップリング曲は、アニメ『墓場鬼太郎』の本編でピエール瀧が演じるトランプ重井（フランク永井のパロディ）が劇中歌として歌う「有楽町で溶けましょう」である。曲名は原作で登場する「有楽町で笑いましょう」のもじりであり、フランク永井の「有楽町で逢いましょう」のパロディである。作曲は石野、作詞は瀧が行っているが、編曲は中村哲に依頼しており、ムード歌謡の王道と言えるアレンジが施されている。トラック3にはこの楽曲を石野がリミックスしたバージョンが収録されており、かつての瀧勝『人生』を髣髴とさせる構成になっている。

## 『墓場鬼太郎』オープニング
テレビアニメ『墓場鬼太郎』のオープニングアニメーションは、原作漫画版『墓場鬼太郎』の作中から引用した様々な場面の漫画のコマをコラージュして制作されており、楽曲「モノノケダンス」のダンスサウンドと同調（シンクロ）させた映像に仕上がっている。ここでは、音楽に合わせて場面転換するのはもちろんのこと、クレジットタイトル枠の役割を持った漫画の吹き出し（スピーチバルーン）も大小に振幅し、鬼太郎を始めとする各キャラクターは、元の漫画が止め絵なので微かにではあるが、合の手を入れている。

## ディスクジャケット
シングルのジャケットは水木しげるの描き下ろしである。
表面には、漫画『墓場鬼太郎』に登場する鬼太郎・目玉おやじ・ねずみ男・猫娘の4名がいる夜の墓場に、ピエール瀧と石野卓球が慌てふためいた様子でいじられているところが描かれている。鬼太郎は凶悪な表情で喫煙し、ねずみ男は石野を乱暴に扱っている。また、ピエール瀧の横には「電気愚流宇舞之墓（電気グルーヴの墓）」と刻銘された墓石が建っている。
裏面は、トランプ重井「有楽町で溶けましょう」のEP盤ジャケットをイメージした描き下ろしイラストになっている。
また、初回盤にのみ、ジャケットとは別カットの描き下ろしステッカーが付属していた。

## プロモーション・ビデオ
楽曲「モノノケダンス」は水木しげる原作のテレビアニメ『墓場鬼太郎』に使われた作品であるが、プロモーション・ビデオ (PV) のほうは、水木の妖怪キャラクターではなく、同じくオカルト系の漫画ではあってもホラー色のより強いつのだじろうの怪奇漫画に出てくるようなキャラクターたちで世界観が形作られている。また、1965年に公開された（※日本での公開は1987年 / 昭和62年）アメリカのB級ホラー映画『死霊の盆踊り』のパロディ要素も盛り込まれている。
チープな書き割りとミニチュアセットで表現されており（ミニチュア撮影）、多数のネタを詰め込んだ作風は、過去のPV「Cafe de 鬼（顔と科学）」を想起させる内容である。また、厚紙と割り箸によるペープサート（紙人形劇）は1976年（昭和51年）に東京12チャンネル（現・テレビ東京）で放送された『妖怪伝 猫目小僧』を髣髴とさせる。

### 内容
夜な夜な街で遊び呆けているような軽い感じの若い男女が、深い山の中の怪しい森に迷い込んでしまうところから物語は始まる。
男は女を助手席に乗せて真っ赤なスポーツカーを軽快に走らせていたが、飛び出してきた黒猫を避けようとして道ばたの木に衝突し、車は大破してしまった。パーリーピーポーの女は機嫌を損ね、男を置き去りにして森の中の道を歩き始めるが、その先で怪しい何者かに遭遇する。それは、中年おやじのひねた顔付きをしていながら泣き喚く赤ん坊のようにも見えるが、その実、ピエール瀧の顔をした子泣き爺であった。女は不用意にも子泣き爺に近付き、小便を引っ掛けられてしまう。女は子泣き爺の先導に付き従い始める。女の後を追ってきた男もまた彼女の後ろに着いて歩き、二人は森の奥へ奥へと入り込んでゆく。そしていつしか魑魅魍魎のひしめく百鬼夜行の中に取り込まれてしまっていた。行列の中には、頭襟の代わりに「象さんじょうろ」を頭に載せている大天狗や、付喪神にエイリアンモンスターが混ざったような物の怪、キョンシー風の妖怪、かっぱ巻きを頭の皿に載せた河童、『ど根性ガエル』のひろしとピョン吉が主客逆転したような妖怪、スーツ姿ののっぺらぼう、フランケンシュタインの怪物とぬっぺっぽうを掛け合わせたような妖怪などが見える。行列が辿り着いた先では、化け物どもが一堂に会して不吉極まりないレイヴを繰り広げていた。
石野卓球にそっくりな化け猫が、鯨幕の張られた縁起の悪い祭り櫓の上に陣取るディスクジョッキー (DJ) として盆踊り風の会場でレイヴパーティーを盛り上げている。ドラム・ビートの効いた布団叩きを伴う騒音系の迷惑行為で2005年（平成17年）にワイドショーを賑わした「引っ越し騒音おばさん」（奈良騒音傷害事件参照）のような妖怪が化け猫のサイドキック（助手）を務め、鬼の形相で苛烈なリズムを叩き出している。会場に集まった妖怪変化の中には、シンクロナイズドスイミングを披露するゾンビたち、『クリムゾン・キングの宮殿』のアルバムジャケット画のような釣瓶落とし、吸い物として供された「阿藤快の顔をした貝」、「そんなの関係ねぇ！」のポーズで踊る小島よしおモドキ、ディーヴォのメンバーに扮してエレキギターを弾く耳なし芳一、一世を風靡したヘアヌード写真集『Santa Fe』を象徴する塀の向こう側からこちらを覗き見る宮沢りえならぬ妖艶な女妖怪、女犯する蛸妖怪モドキ（蛸と海女参照）など、時事ネタとパロディネタになっている者たちがいて、有象無象に混ざって次々に登場する。祭りが続く間中、女はすっかり正気を失って恍惚の中に身を沈め、まだ正気を保っている男のほうは下男として鬼に扱き使われていた。やがて、呆けた女の頭上には蜘蛛の糸が垂れ下がり、そのはるか上では仏様が釣り糸を垂れていた（芥川龍之介『蜘蛛の糸』参照）。子泣き爺は山より大きいダイダラボッチのような巨人と化し、三日月が夜空に浮かぶ山奥でなおも盆踊りは続く。
疲れ果てた男が気付くと怪しい者どもはもうどこにもおらず、朝焼けが仄かに照らす山中の荒地にひとり女が座り込んでいるのが見えた。男は彼女に近付いて呼び掛けるが、振り返った彼女は割り箸にセロハンテープで厚紙を貼り付けてあるだけの書き割りの裏側を画面に曝すというメタ（メタフィクション）なオチになっている。

### 制作秘話
制作は天久聖一によるもので、「90日じゃなくて30日かかった」とのことである。
企画の発端は、天久が石野卓球と共にイタリアンレストランで食事している際に石野の思い付きで制作を依頼された。冗談のつもりで適当に返事をしていたところ、後日、本当にやることになったため、天久は驚いたというが、言い出した石野にしても、軽い乗りから飛び出したアイディアであった。いざ制作を始めてみると、この手の手法（ペープサートによるミニチュア撮影）でアニメメーションを制作する現役の適任者が見付からず、ほとんど手探りで進めることになったという。その結果、天久ひとりで作画した前作「Cafe de 鬼（顔と科学）」のアニメーションにも匹敵するハードな作業になった。

## 収録曲
| 全作曲: 石野卓球。 |                                                    |                      |            |      |
| #                  | タイトル                                           | 作詞                 | 作曲・編曲 | 時間 |
| 1.                 | 「モノノケダンス」                                 | 石野卓球、ピエール瀧 | 石野卓球   | 3:29 |
| 2.                 | 「有楽町で溶けましょう」                           | ピエール瀧           | 石野卓球   | 4:01 |
| 3.                 | 「有楽町で溶けましょう」(A NightClub Massacre mix) | ピエール瀧           | 石野卓球   | 5:12 |
| 合計時間:          | 合計時間:                                          | 合計時間:            | 12:42      |      |